# 艾伯塔省2号省道
艾伯塔省2号省道（英語：Alberta Provincial Highway No. 2），是加拿大艾伯塔省的一条南北向公路，南起美加边界与89号美国国道连接，北至大草原城 ，全长1273公里。
2号省道是艾伯塔省最长也最繁忙的一条干线公路，其中最为繁忙的路段当属艾伯塔省两大城市埃德蒙顿和卡尔加里之间的路段。全线为高速公路等级标准设计，自北向南连接艾伯塔省最大的三座城市埃德蒙顿、红鹿市和卡尔加里，构成“卡尔加里-埃德蒙顿走廊”的主干线，此段名為「伊丽莎白二世女王公路”。

## 沿线主要城镇
（自南向北排列；由于2号省道部分路段的设计规格较高，公路并不直接穿过而是绕过列表内的部分城镇）
- 卡兹顿（Cardston）
- 麦克劳德堡（Fort Macleod）
- 高河镇（High River）
- 奥克托克斯
- 卡尔加里
- 艾尔德里
- 奥尔兹（Olds）
- 因尼斯费尔（Innisfail）
- 红鹿市
- 拉科姆
- 波诺卡（Ponoka）
- 韦塔斯基温
- 勒杜克
- 埃德蒙顿
- 圣艾伯特
- 莫林维尔（Morinville）
- 克莱德（Clyde）
- 阿萨巴斯卡
- 奴湖镇（Slave Lake）
- 海普雷里（High Prairie）
- 皮斯里弗
- 费尔维尤
- 大草原城